# Amalie Joachim
Amalie Joachim, født Schneeweiß (født 10. maj 1839 i Marburg i Steiermark, død 3. februar 1899 i Berlin) var en østrigsk altsangerinde.
Amalie Joachim var ansat ved hofoperaen i Hannover. Efter sit giftermål med Joseph Joachim 1863 opgav hun scenen og helligede sig udelukkende til koncertsalen og sin virksomhed som lærerinde; både i oratoriet og som romancesangerinde, særlig i foredraget af Schumann, fejrede hun store triumfer, og både som udøvende kunstnerinde og i sin lærervirksomhed stod hun værdig ved sin mands side. I 1882 ophævedes ægteskabet mellem dem.